# Stilbohypoxylon immundum
Stilbohypoxylon immundum är en svampart som först beskrevs av Berk. & M.A. Curtis, och fick sitt nu gällande namn av L.E. Petrini 2004. Stilbohypoxylon immundum ingår i släktet Stilbohypoxylon och familjen kolkärnsvampar.   Inga underarter finns listade i Catalogue of Life.